# Dolphin Drilling

Logo von Fred. Olsen Energy

Dolphin Drilling (ehemals Fred. Olsen Energy) ist ein norwegischer Betreiber von Bohrplattformen und -schiffen im Offshoresektor mit Firmensitz in Oslo.
Das Unternehmen wurde 1997 an der Osloer Börse gelistet. Die Aktien des Unternehmens waren zeitweise im OBX Index an der Osloer Börse gelistet. Momentan sind sie im Euronext Growth Oslo gelistet.
Die größten Anteilseigner an Fred. Olsen Energy waren die Holdinggesellschaft Bonheur und Ganger Rolf, die bis zur Verschmelzung von Ganger Rolf auf Bonheur jeweils 29,51 % an Fred. Olsen Energy besaßen. Bonheur gehört zur Unternehmensgruppe Fred. Olsen & Co., die von der Unternehmerfamilie Olsen kontrolliert wird.
Ende 2018 wurde der Name des Unternehmens im Rahmen von Restrukturierungsmaßnahmen von Fred. Olsen Energy in Dolphin Drilling geändert. Im Juni 2019 meldete das Unternehmen Insolvenz an. Noch im selben Juni wurde die Beteiligungsgesellschaft SVP Global zum neuen Hauptaktionär von Dolphin Drilling. SVP Global übernahm weiterhin Schuldforderungen gegenüber Dolphin in Höhe von über 670 Millionen Euro. SVP Global verkündete daraufhin, man sei nun zusammen mit den weiteren Kreditoren Danske Bank, DNB, SEB und Swedbank Eigentümer des Unternehmens. Im Zuge der Restrukturierungen plant Dolphin Drilling seinen Hauptsitz nach Aberdeen zu verlegen.
Das Unternehmen betreibt drei Bohrplattformen. Dolphin Drilling hat Standorte in Sandnes und Oslo (Norwegen), Aberdeen (Vereinigtes Königreich), Ciudad del Carmen (Mexiko) und Rio de Janeiro (Brasilien).
Auf der Halbtaucherbohrinsel Byford Dolphin des Unternehmens gab es mehrere tödliche Unfälle, darunter den Dekompressionsunfall von 1983.

## Flotte
| Name              | IMO-Nummer | Typ                              | Inbetriebnahme | Bauwerft                                                       | maximale Einsatziefe | maximale Bohrtiefe |
| ----------------- | ---------- | -------------------------------- | -------------- | -------------------------------------------------------------- | -------------------- | ------------------ |
| Bidefort Dolphin  | 8750376    | 2nd / 5th gen. Enhanced Aker H-3 | 1975           | Aker Verdal / BMV A/S, Norwegen, / Harland & Wolff, Nordirland | 450 Meter            | 6.500 Meter        |
| Borgland Dolphin  | 8758469    | 2nd / 5th gen. Enhanced Aker H-3 | 1977           | Bergens Mekaniske Verksted, Tangen Verft, Norwegen             | 450 Meter            | 8.500 Meter        |
| Blackford Dolphin | 8753122    | Enhanced Aker H-3                | 1974           | Aker Nylands Verksted (Norwegen), Keppel Verolme (Niederlande) | 1.829 Meter          | 9.144 Meter        |